# Bernardo di Quintavalle
Bernardo di Quintavalle (XII secolo – Assisi, 10 luglio 1241) è stato un religioso italiano.
Fu il primo seguace di Francesco d'Assisi ed è venerato come beato dalla Chiesa cattolica.

## Biografia
Figlio di Quintavalle di Berardello, di condizione agiata, si laureò dottore in utroque iure a Bologna. Successivamente conobbe Francesco d'Assisi e - secondo l'agiografia - era assieme a lui, il 16 aprile 1208, quando ascoltò un predicatore pronunciare un passo del Vangelo secondo Matteo che lo indusse a spogliarsi dei suoi averi e distribuirne il ricavato ai poveri seguendo l'esempio tracciato da Francesco.
Qualche tempo dopo Bernardo fece ritorno a Bologna come predicatore insieme a Pietro Cattani. Successivamente si trasferì a Firenze.
Tra il 1213 e il 1214, insieme a Francesco, si diresse in Marocco attraverso la Spagna; durante il viaggio fece tappa a Sangüesa, in Navarra, per assistere un infermo, nel luogo in cui sarebbe stato fondato, in seguito, quello che probabilmente è il primo convento dell'Ordine francescano.
Continuò le sue peregrinazioni per un'altra quindicina d'anni, dopodiché si ritirò in eremitaggio, rimanendo fino al 1240. È sepolto ad Assisi, nella Basilica inferiore.